# Brañameana

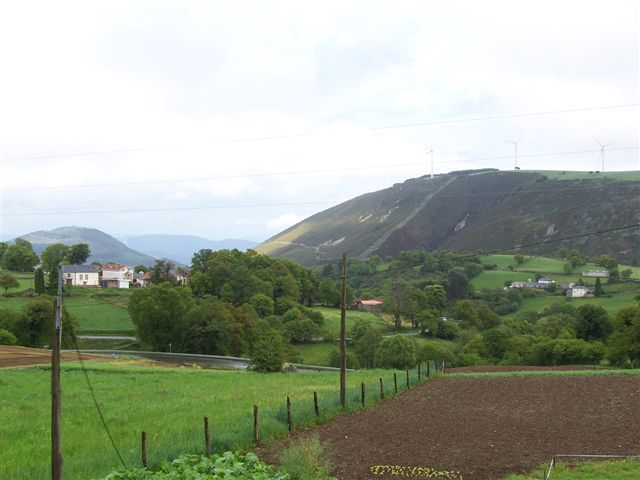
Vista desde Brañameana.

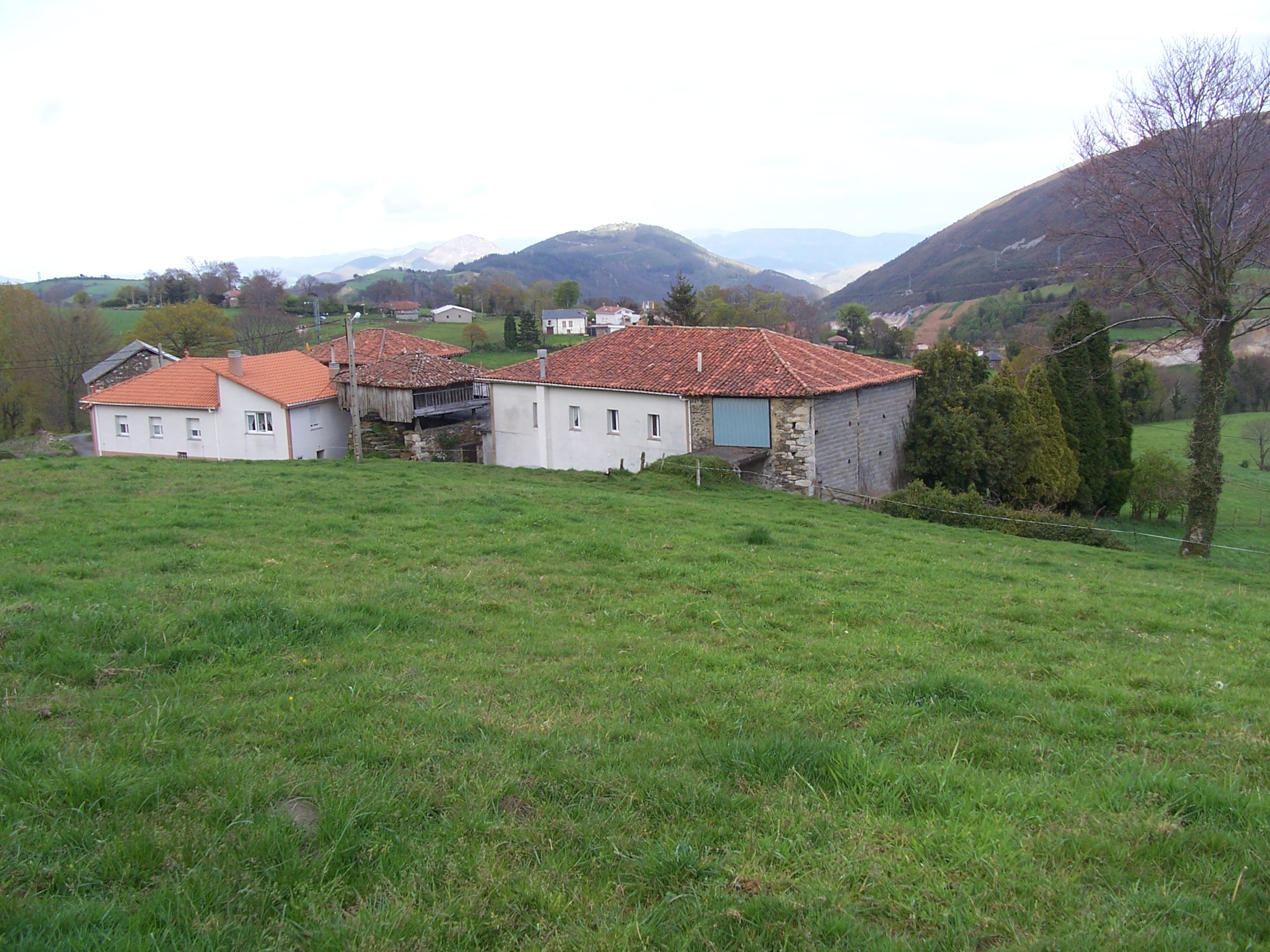
Vista parcial de Brañameana.

Brañameana (Brañamiana en asturiano y oficialmente) es una aldea de la parroquia de Bodenaya en el concejo asturiano de Salas, España. En el año 2012 tenía una población empadronada de 18 habitantes (INE 2012). Se sitúa a 660 m de altitud. Dista 11,60 km de la villa de Salas, capital del concejo.
El principal acceso rodado es una pista. Para llegar se toma la N-634 dirección La Espina. La carretera discurre en ascensión entre las sierras del Viso (Salas) y la de Bodenaya, y tras pasar la población denominada el Couz, se toma una pista a mano derecha que da acceso al pueblo situado a unos 500 m de la N-634.

## Origen
Las brañas están muy relacionadas con la cultura de los vaqueiros de alzada, que todos los años dejaban sus casas, situadas en zonas bajas, y se dirigían a las brañas, donde tenían sus viviendas de verano, regresando de nuevo en otoño.

Desde los siglos altomedievales, el pastoreo de alzada fue ocupando los espacios de monte durante la estación veraniega, transformando más tarde las brañas asentamientos definitivos, origen de muchos núcleos de montaña hoy existentes. Topónimos como Brañaivente, Brañasivil, Buscabreiro, Buspol o Brañameana, que recorren de Norte a Sur la montaña de Salas, son un buen testimonio.

Parte de los pobladores de estas brañas enviaban su ganado, a la entrada del verano y hasta octubre, a los puertos más elevados de la cordillera asturiana. Aún hoy permanece este rasgo transhumante, si bien como testimonio residual, en los pueblos de Buspol y El Pevidal, cuyos vecinos abandonan la residencia habitual y se trasladan con el ganado a la montaña de Somiedo.
Luis Mangas. Geografía de Asturias. Tomo III

## Economía
Carácter claramente rural con estructura agropecuaria donde se alternan explotaciones de reducido tamaño con explotaciones de tamaño medio, y cuya especialización se basa en el sector lácteo principalmente.
El pueblo está ocupado por praderío verde, ganando terreno al monte o sacrificando terreno que antaño se utilizaba para el cultivo de huerta para el propio consumo de sus habitantes.

## Fauna y Flora
Los árboles más comunes son el abedul, roble y castaño. De este último se puede decir que su fruto fue básico en la dieta alimentaria campesina. Actualmente, debido a la explotación maderera, sus bosques están cambiando, dando paso a otras especies de crecimiento más rápido que los ya mencionados.
La fauna está configurada en gran medida por corzos, lobos, zorros y jabalíes siendo estos últimos un quebradero de cabeza para muchos campesinos del lugar.

## Clima
Su carácter montañoso proporciona un clima frío y lluvioso, siendo característico del lugar la densa niebla o también denominada neblina que no abandona dicho lugar ni en invierno ni en verano. En los meses estivales, el sol es el rey indiscutible de estos parajes, siendo al mismo tiempo un lugar fresco donde el calor no es demasiado agobiante.

## Fiestas
- Fiesta de los Remedios (domingo siguiente al Domingo de Pascua) perteneciente a todos los pueblos pertenecientes a la parroquia de Bodenaya